# Infancia clandestina
Infancia clandestina es una película argentina histórica-dramática coescrita y dirigida por Benjamín Ávila en 2012 y protagonizada por Natalia Oreiro, César Troncoso, Cristina Banegas, Ernesto Alterio y Teo Gutiérrez Romero.
Además de ganar numerosos premios fue precandidata argentina a los Premios Óscar, y también fue nominada para participar en los Premios Goya.

## Sinopsis
La historia, que transcurre durante la última dictadura militar argentina (1976-83), es narrada por Juan, un niño de 12 años que vive en Argentina. Juan vive en la clandestinidad y, por eso, tiene otro nombre al igual que toda su familia: su mamá Charo, su papá Daniel y su adorado Tío Beto. Juan se llama Ernesto. En el barrio y en la escuela lo conocen así. Pero en su casa es simplemente Juan. Estos dos mundos en los que Juan y Ernesto conviven, eventualmente colisionan y se retroalimentan durante el clima de la contraofensiva de Montoneros en 1979, cuando sus padres, ambos pertenecientes a la organización, deciden volver a la Argentina. Al poco tiempo llega un punto en que Juan no podrá sostener más sus dos mundos, y querrá comenzar su propia clandestinidad con su gran amor, María, una niña que conoce en la escuela.

## Reparto
- Natalia Oreiro - Cristina
- César Troncoso - Horacio
- Ernesto Alterio - Tío Beto
- Teo Gutiérrez Moreno - Juan
- Violeta Palukas - María
- Cristina Banegas - Abuela
- Mayana Neiva - Carmen
- Joel Sebastián Serrano - Juan de pequeño

## Premios y nominaciones
Entre otros festivales, esta película participó del Primer Festival Internacional UNASUR Cine que se realizó en San Juan, Argentina, en septiembre de 2012, donde obtuvo el premio a "Mejor largometraje de ficción". Además obtuvo los siguientes premios:

### Premios Cóndor de Plata
| Año  | Categoría               | Receptor                        | Resultado |
| ---- | ----------------------- | ------------------------------- | --------- |
| 2013 | Mejor Película          | Mejor Película                  | Ganador   |
| 2013 | Mejor Director          | Benjamín Ávila                  | Ganador   |
| 2013 | Mejor Actor             | Ernesto Alterio                 | Nominado  |
| 2013 | Mejor Actriz            | Natalia Oreiro                  | Ganador   |
| 2013 | Mejor Actor de Reparto  | César Troncoso                  | Nominado  |
| 2013 | Mejor Actriz de Reparto | Cristina Banegas                | Ganador   |
| 2013 | Revelación masculina    | Teo Gutiérrez Moreno            | Nominado  |
| 2013 | Mejor Guion Original    | Benjamín Ávila y Marcelo Muller | Ganador   |
| 2013 | Mejor fotografía        | Iván Gierasinchuk               | Nominado  |
| 2013 | Mejor montaje           | Gustavo Giani                   | Nominado  |
| 2013 | Mejor dirección de arte | Yamila Fontán                   | Nominado  |
| 2013 | Mejor sonido            | Fernando Soldevila              | Nominado  |
| 2013 | Mejor vestuario         | Ludmila Fincic                  | Nominado  |

### Premio Sur
| Año  | Categoría                 | Receptor                        | Resultado |
| ---- | ------------------------- | ------------------------------- | --------- |
| 2012 | Mejor Película            | Mejor Película                  | Ganador   |
| 2012 | Mejor Director            | Benjamín Ávila                  | Ganador   |
| 2012 | Mejor Actor               | Ernesto Alterio                 | Ganador   |
| 2012 | Mejor Actriz              | Natalia Oreiro                  | Ganador   |
| 2012 | Mejor Actor de Reparto    | César Troncoso                  | Ganador   |
| 2012 | Mejor Actriz de Reparto   | Cristina Banegas                | Ganador   |
| 2012 | Mejor Actor Revelación    | Teo Gutiérrez Moreno            | Nominado  |
| 2012 | Mejor Actriz Revelación   | Violeta Palukas                 | Nominada  |
| 2012 | Mejor Guion Original      | Benjamín Ávila y Marcelo Müller | Ganadores |
| 2012 | Mejor Fotografía          | Iván Gieransichuk               | Nominado  |
| 2012 | Mejor Montaje             | Gustavo Giani                   | Ganador   |
| 2012 | Mejor Dirección Artística | Yamila Fontán                   | Nominada  |
| 2012 | Mejor Vestuario           | Ludmila Fincic                  | Ganadora  |
| 2012 | Mejor Música Original     | Pedro Onetto y Marta Roca       | Nominados |
| 2012 | Mejor Sonido              | Fernando Soldevila              | Nominado  |

Festival de Cine de Huelva - Premio Colon de Oro
| Año  | Categoría      | Receptor       | Resultado |
| ---- | -------------- | -------------- | --------- |
| 2012 | Mejor Película | Mejor Película | Ganador   |

Festival de Cine de San Juan
| Año  | Categoría      | Receptor      | Resultado |
| ---- | -------------- | ------------- | --------- |
| 2012 | Mejor Película | Teo Gutiérrez | Ganador   |

Festival de Cine de Guadalajara
| Año  | Categoría      | Receptor        | Resultado |
| ---- | -------------- | --------------- | --------- |
| 2013 | Mejor Película | Mejor Película  | Ganador   |
| 2013 | Mejor Actor    | Ernesto Alterio | Ganador   |

Premio del Público - Jurado Joven - Festival de Cine de Holanda
| Año  | Categoría          | Resultado |
| ---- | ------------------ | --------- |
| 2013 | Premio del Público | Ganador   |

Festival de Cine República Dominicana
| Año  | Categoría    | Receptor       | Resultado |
| ---- | ------------ | -------------- | --------- |
| 2012 | Mejor Actriz | Natalia Oreiro | Ganador   |

Festival de Cine de San Sebastián - España
| Año  | Categoría              | Resultado              | Resultado |
| ---- | ---------------------- | ---------------------- | --------- |
| 2011 | Premio Casa de America | Premio Casa de America | Ganador   |

Festival de Cine de La Habana - Cuba
| Año  | Categoría                  | Resultado                  | Resultado |
| ---- | -------------------------- | -------------------------- | --------- |
| 2009 | Premio Mejor guion inédito | Premio Mejor guion inédito | Ganador   |

Festival de Cine BAFICI - Argentina
| Año  | Categoría                           | Resultado                           | Resultado |
| ---- | ----------------------------------- | ----------------------------------- | --------- |
| 2009 | Premio Canal Arte - Produire au Sud | Premio Canal Arte - Produire au Sud | Ganador   |